# Лайович, Душан
Ду́шан Ла́йович (серб. Душан Лајовић; род. 30 июня 1990 года Белград, СФРЮ) — сербский теннисист; победитель четырёх турниров ATP (из них два в одиночном разряде).

## Общая информация
Начал играть в теннис в 7 лет. Его родителей зовут — Драгиша и Марина. Есть младший брат — Рул.
В детстве его кумиром в теннисе был Пит Сампрас. Любимое покрытие — хард.
Своей целью в теннисе называет победу на Уимблдонском турнире. Болельщик футбольного клуба Барселона.

## Спортивная карьера
Профессиональную карьеру начал в 2007 году. В 2008 году выиграл первый турнир серии «фьючерс» в парном разряде, а в 2009 году первый и в одиночках. В мае 2010 года дебютирует в основных соревнованиях ATP-тура на турнире в Белграде, а также выступил за команду Сербии на неофициальном Командном кубке мира. Второй раз попасть в основную сетку на турнире ATP Лайовичу удается в феврале 2011 года, когда он, пройдя три раунда квалификации, выступил на турнире в Загребе. Таким же образом он выступил в июле на турнире в Умаге и в октябре в Москве. Затем, выступив на турнире в Санкт-Петербурге, Душану не только удалось попасть на турнир, пройдя квалификацию, но и дойти в основных соревнованиях до четвертьфинала. В августе 2012 года в Самарканде выигрывает свой дебютный титул на турнире серии «челленджер». В июне 2013 года выиграл на «челленджере» в Кальтаниссетте, а в октябре того же года побеждает на «челленджере» в Сеуле. В самом конце сезона 2013 года сыграл в финале розыгрыша Кубка Дэвиса в составе Сербии в матче против Чехии. Лайович в финале заменил, не сумевших выступить за свою сборную, Янко Типсаревича и Виктора Троицки. Душан не смог справиться с возложенной на него ответственностью и проиграл оба своих одиночных матча один из которых (против Радека Штепанека) стал решающем в этом противостоянии. В итоге сборная Сербии уступила Чехам со счётом 2-3.
В январе 2014 года, пройдя три раунда отборочных соревнований дебютирует в основных соревнованиях на турнире серии Большого шлема, сыграв на Открытом чемпионате Австралии. Лайович в Австралии дошёл до второго раунда. В феврале впервые в карьере поднимается в рейтинге в Топ-100. В марте в Майами впервые пробился в основной турнир серии Мастерс. Весьма успешно ему удается выступить на Открытом чемпионате Франции. Победив Федерико Дельбониса, Юргена Цоппа и Джека Сока Лайович выходит в четвёртый раунд. Здесь ему в соперники достался многократный победитель турнира Рафаэль Надаль, которому серб уступил очень легко 1-6, 2-6, 1-6. На Уимблдонском турнире доходит до второго раунда. В июле выходит в четвертьфинал на турнирах в Бостаде и Гамбурге, а также в парных соревнованиях турнира в Умаге достигает финала, совместно с хорватом Франко Шкугором. Сезон 2014 года завершает на 69-м месте в мировом рейтинге.
Сезон 2017 года
В марте Лайович дошел до 1/8 финала турнира в Индиан-Уэлсе, где уступил испанцу Пабло Каренньо Бусте со счётом 4-6, 6-7. На челленджере в Тоди (Италия) добрался до полуфинала, где уступил аргентинцу Фридерико Дельбонису со счётом 3-6, 4-6. В июле Душан выиграл челленджер в Бостаде (Швеция). Будучи первым сеянным на этом турнире, Лайович доказал свой статус фаворита, обыграл в финале теннисиста из Аргентины Леонарда Майера со счётом 6-2, 7-6.
Сезон 2018 года
На Открытом чемпионате Австралии 2018 года Душан Лайович проиграл в первом круге в тяжёлом матче в 20-м гейме пятого сета Диего Шварцману из Аргентины. В конце марта выиграл челленджер в Ле Госье (Гваделупа), в финале переиграл Дениса Кудла из США. В мае на турнире в Мадриде дошёл до четвертьфинала, где проиграл Кевину Андерсону из ЮАР. В конце мая в Лионе (Франция) дошёл до полуфинала, но уступил австрийцу Доминику Тиму. На Открытом чемпионате США дошёл до третьего круга, но уступил Джону Изнеру и выбил из турнира.
Сезон 2019 года
На Открытом чемпионате Австралии 2019 года Лайович проиграл в первом раунде в трёх сетах уругвайцу Пабло Куэвасу (4-6, 5-7, 1-6). На турнире в Индиан-Уэлсе уступил в 1/32 финала хорватскому теннисисту Марину Чиличу со счётом 3-6, 4-6. В марте на турнире в Майами дошёл до четвёртого раунда, но проиграл Нику Кирьосу в двух сетах (3-6, 1-6). В апреле Душан выдал серию из 5 побед, неожиданно дойдя до финала турнира в Монте-Карло, где уступил итальянцу Фабио Фоньини со счётом 3-6, 4-6. По ходу турнира, впервые в карьере был обыгран теннисист из первой пятерки мирового рейтинга теннисист из Австрии Доминик Тим (4) со счётом 6-3, 6-3 в третьем раунде, а в полуфинале теннисист из России Даниил Медведев со счетом 7-5, 6-1.
В июле на Уимблдонском турнире проиграл в первом раунде поляку Хуберту Хуркачу в четырёх сетах.
На Открытом чемпионате США проиграл во втором раунде Денису Кудла в четырёх сетах.

## Рейтинг на конец года
| Год  | Одиночный рейтинг | Парный рейтинг |
| 2024 | 81                | 566            |
| 2023 | 52                | 876            |
| 2022 | 80                | 568            |
| 2021 | 33                | 208            |
| 2020 | 26                | 94             |
| 2019 | 34                | 110            |
| 2018 | 48                | 240            |
| 2017 | 75                | 318            |
| 2016 | 93                | 208            |
| 2015 | 76                | 174            |
| 2014 | 69                | 223            |
| 2013 | 116               | 1 192          |
| 2012 | 163               | 495            |
| 2011 | 190               | 926            |
| 2010 | 434               | 540            |
| 2009 | 568               | 1 007          |
| 2008 | 1 080             | 1 096          |
| 2007 | 1 479             |                |

## Выступления на турнирах

### Финалы турнировATPв одиночном разряде (3)

#### Победы (2)
| Легенда                     |
| --------------------------- |
| Турниры Большого шлема (0)* |
| Итоговый турнир ATP (0)     |
| ATP Мастерс 1000 (0)        |
| АТР 500 (0)                 |
| АТР 250 (2+2)               |

| Титулы по покрытиям | Титулы по месту проведения матчей турнира |
| ------------------- | ----------------------------------------- |
| Хард (0+1)*         | Зал (0)                                   |
| Грунт (2+1)         | Зал (0)                                   |
| Трава (0)           | Открытый воздух (2+2)                     |
| Ковёр (0)           | Открытый воздух (2+2)                     |

* количество побед в одиночном разряде + количество побед в парном разряде.
| №  | Дата           | Турнир                          | Покрытие | Соперник в финале | Счёт в финале |
| 1. | 21 июля 2019   | Умаг, Хорватия                  | Грунт    | Аттила Балаж      | 7-5 7-5       |
| 2. | 23 апреля 2023 | Баня-Лука, Босния и Герцеговина | Грунт    | Андрей Рублёв     | 6-3 4-6 6-4   |

#### Поражения (1)
| №  | Дата           | Турнир              | Покрытие | Соперники в финале | Счёт    |
| 1. | 21 апреля 2019 | Монте-Карло, Монако | Грунт    | Фабио Фоньини      | 3-6 4-6 |

### Финалы челленджеров и фьючерсов в одиночном разряде (18)

#### Победы (12)
| Титулы           |
| Челленджеры (7)* |
| Фьючерсы (5+4)   |

| Титулы по покрытиям | Титулы по месту проведения матчей турнира |
| ------------------- | ----------------------------------------- |
| Хард (3)*           | Зал (1)                                   |
| Грунт (9+4)         | Зал (1)                                   |
| Трава (0+2)         | Открытый воздух (11+4)                    |
| Ковёр (0)           | Открытый воздух (11+4)                    |

* количество побед в одиночном разряде + количество побед в парном разряде.
| №   | Дата             | Турнир                          | Покрытие   | Соперник в финале | Счёт           |
| 1.  | 16 августа 2009  | Сомбор, Сербия                  | Грунт      | Александер Слович | 6-3 6-4        |
| 2.  | 8 августа 2010   | Нови-Сад, Сербия                | Грунт      | Алдин Шеткич      | 6-0 4-6 6-3    |
| 3.  | 19 марта 2011    | Кастелли-Калепьо, Италия        | Хард (зал) | Андреа Стоппини   | 3-6 6-4 6-3    |
| 4.  | 25 марта 2011    | Фоджа, Италия                   | Грунт      | Вальтер Трузенди  | 6-2 6-7(7) 6-2 |
| 5.  | 2 октября 2011   | Умаг, Хорватия                  | Грунт      | Андрей Кузнецов   | 6-4 0-6 7-5    |
| 6.  | 11 августа 2012  | Самарканд, Узбекистан           | Грунт      | Фаррух Дустов     | 6-3 6-2        |
| 7.  | 9 июня 2013      | Кальтаниссетта, Италия          | Грунт      | Робин Хасе        | 7-6(4) 6-3     |
| 8.  | 3 ноября 2013    | Сеул, Южная Корея               | Хард       | Юлиан Райстер     | Без игры       |
| 9.  | 20 сентября 2015 | Баня-Лука, Босния и Герцеговина | Грунт      | Виктор Ханеску    | 7-6(5) 7-6(5)  |
| 10. | 15 июля 2017     | Бостад, Швеция                  | Грунт      | Леонардо Майер    | 6-2 7-6(4)     |
| 11. | 1 апреля 2018    | Ле-Госье, Франция               | Хард       | Денис Кудла       | 6-4 6-0        |
| 12. | 4 декабря 2022   | Маспаломас, Испания             | Грунт      | Стивен Диес       | 6-1 6-4        |

#### Поражения (5)
| №  | Дата            | Турнир            | Покрытие | Соперник в финале     | Счёт              |
| 1. | 20 июня 2010    | Белград, Сербия   | Грунт    | Александр Недовесов   | 4-6 2-6           |
| 2. | 22 августа 2010 | Падуя, Италия     | Грунт    | Маттео Виола          | 5-7 1-6           |
| 3. | 31 октября 2010 | Каир, Египет      | Грунт    | Мильян Зекич          | 1-6 6-3 4-6       |
| 4. | 29 июля 2012    | Орбетелло, Италия | Грунт    | Роберто Баутиста Агут | 3-6 1-6           |
| 5. | 16 июня 2013    | Блуа, Франция     | Грунт    | Юлиан Райстер         | 1-6 7-6(3) 6-7(2) |

#### Несыгранные финалы (1)
| №  | Дата           | Турнир          | Покрытие | Соперник в финале |
| 1. | 23 января 2011 | Анталья, Турция | Хард     | Артём Смирнов     |

### Финалы турнировATPв парном разряде (3)

#### Победы (2)
| №  | Дата             | Турнир          | Покрытие | Партнёр      | Соперники в финале             | Счёт              |
| 1. | 3 мая 2015       | Стамбул, Турция | Грунт    | Раду Албот   | Роберт Линдстедт Юрген Мельцер | 6-4 7-6(2)        |
| 2. | 29 сентября 2019 | Чэнду, Китай    | Хард     | Никола Чачич | Фабрис Мартен Йонатан Эрлих    | 7-6(9) 3-6 [10-3] |

#### Поражения (1)
| №  | Дата         | Турнир         | Покрытие | Партнёр       | Соперники в финале           | Счёт       |
| 1. | 27 июля 2014 | Умаг, Хорватия | Грунт    | Франко Шкугор | Лукаш Росол Франтишек Чермак | 4-6 6-7(5) |

### Финалы челленджеров и фьючерсов в парном разряде (6)

#### Победы (4)
| №  | Дата            | Турнир                        | Покрытие | Партнёр      | Соперники в финале                  | Счёт              |
| 1. | 29 июня 2008    | Белград, Сербия               | Грунт    | Никола Чачич | Мильян Зекич Давид Савич            | 7-6(6) 3-6 [10-8] |
| 2. | 16 мая 2010     | Сараево, Босния и Герцеговина | Грунт    | Мильян Зекич | Мирза Башич Златан Кадрич           | 6-3 6-4           |
| 3. | 15 августа 2010 | Нови-Сад, Сербия              | Грунт    | Илья Вучич   | Хавьер Геррера Эгуилус Брендон Мур  | 7-5 5-7 [10-8]    |
| 4. | 24 октября 2010 | Каир, Египет                  | Грунт    | Мильян Зекич | Александр Лобков Александр Румянцев | 7-6(5) 7-6(8)     |

#### Поражения (2)
| №  | Дата             | Турнир         | Покрытие | Партнёр      | Соперники в финале                     | Счёт           |
| 1. | 25 октября 2009  | Каир, Египет   | Грунт    | Никола Чирич | Оскар Бурриеса Лопес Хавьер Марти      | 4-6 6-1 [9-11] |
| 2. | 27 сентября 2015 | Сибиу, Румыния | Грунт    | Илья Бозоляц | Виктор Кривой Петру-Александру Лункану | 4-6 3-6        |

### Финалы командных турниров (2)

#### Победы (1)
| №  | Год  | Турнир    | Команда                                            | Соперник в финале                                   | Счёт |
| 1. | 2020 | Кубок ATP | Сербия · Н.Джокович, Д.Лайович, В.Троицки, Н.Чачич | Испания · Р.Баутиста, П.Карреньо, Ф.Лопес, Р.Надаль | 2-1  |

#### Поражения (1)
| №  | Год  | Турнир       | Команда                                    | Соперник в финале      | Счёт |
| 1. | 2013 | Кубок Дэвиса | Сербия Джокович, Лайович, Бозоляц, Зимонич | Чехия Штепанек, Бердых | 2-3  |